# Mocidade Independente do Coroado
O Grêmio Recreativo Social Cultural e Filantrópico Escola de Samba Mocidade Independente do Coroado é uma escola de samba de Manaus, no Amazonas. As cores da escola são o verde e o amarelo.  Sua quadra de ensaios localiza-se no Conselho de Desenvolvimento Comunitário do Coroado  -  CDCC, na Rua Ouro Preto, n° 513 - Bairro do Coroado, na Zona Leste da Cidade de Manaus.

## História
A Mocidade Independente do Coroado foi fundada como um bloco de enredo em 10 de março de 1988 por moradores do bairro do Coroado, fronteira das Zonas Leste e Centro-Sul de Manaus. Seu fundador mais famoso, e primeiro presidente, foi Raimundo Pereira Monteiro, conhecido como Montelo Lira.
Em 1995, Gláucio Coelho, jovem empresário de Manaus, ex-presidente da Sem Compromisso, entrou para o quadro associativo do Coroado e, no ano seguinte, tornou-se presidente, transformando-a em escola de samba. Sob sua administração a escola foi convidada para desfilar no grupo de acesso das escolas de Manaus. Nesse ano e nos dois subsequentes, a Mocidade ganhou o Carnaval do Grupo 1 - a segunda divisão, sendo tricampeã. Pelo regulamento da época, somente as agremiações que vencessem três carnavais subiriam para a primeira divisão. Após conquistar os três títulos necessários, em 1999 a Mocidade do Coroado chegava ao Grupo Especial. Após 8 anos, a agremiação retornaria ao Grupo de Acesso em 2008, no qual seria campeã, voltando ao Especial em 2009. No entanto, em 2012, acabou novamente rebaixada, enfrentando a partir de então mais dois rebaixamentos seguidos (nos Grupos de Acesso A e B). A retomada da agremiação iniciou em 2016 com o título do Grupo de Acesso C. Mais tarde foi bicampeã do Grupo de Acesso B (2017 e 2018). Em 2019 voltará a disputar uma vaga no Grupo Especial.

## Segmentos

### Presidentes
| Nome                                                                                               | Mandato     | Ref.  |
| -------------------------------------------------------------------------------------------------- | ----------- | ----- |
| Raimundo Pereira Montelo (Montelo Lira)                                                            | 1988 - 1989 |       |
| Wilson Cordeiro Caldas                                                                             | 1990 - 1991 |       |
| Raimundo Pereira Montelo (Montelo Lira)                                                            | 1992 - 1995 |       |
| Gláucio Coelho                                                                                     | 1996 - 2001 | [ 1 ] |
| Raimundo Pereira Montelo (Montelo Lira)                                                            | 2002 - 2003 |       |
| Wilson Cordeiro Caldas                                                                             | 2004 - 2005 |       |
| Antonio José de Oliveira Rodrigues (Toinho da Ciranda)                                             | 2006-2012   |       |
| Walmar Almeida da Silva (Mestre Walmar)                                                            | 2013-2015   |       |
| Vilson da Silva (koka) presidente Eleito Raimundo Pereira Montelo (Montelo Lira) por Representação | 2016-2018   |       |
| Raimundo Elielson Mendonça (Elson) por liminar judicial                                            | 2019-2021   |       |
| Lilian Cassia de Mello Pinheiro                                                                    | 2022-2027   |       |

### Presidentes de honra
| Nome                                    | Mandato           | Ref. |
| --------------------------------------- | ----------------- | ---- |
| Raimundo Pereira Montelo (Montelo Lira) | 2004 - atualidade |      |

### Diretores
| Ano  | Diretor de Carnaval                                     | Diretor de harmonia | Mestre de bateria               | Ref. |
| ---- | ------------------------------------------------------- | ------------------- | ------------------------------- | ---- |
| 2014 | Raimundo Elielson de Souza Mendonça e Eudógio Gonçalves | Sandreque Pinheiro  | Leonardo dos Anjos (Mestre Léo) |      |
| 2015 | Gláucio Coelho                                          | Sandreque Pinheiro  | Janderson Cruz (João Bala)      |      |
| 2016 | Ronildo Souza                                           |                     | Leonardo dos Anjos (Mestre Léo) |      |
| 2017 | Ronildo Souza                                           | Naian Nascimento    | Leonardo dos Anjos (Mestre Léo) |      |
| 2018 | Ronildo Souza                                           |                     | Leonardo dos Anjos (Mestre Léo) |      |
| 2019 | Ronildo Souza                                           | Sandreque Pinheiro  | Mestre Valmar                   |      |
| 2020 |                                                         |                     |                                 |      |
| 2022 | Montelo Lira e Otacilio Souza                           |                     | Mestre Walmar                   |      |
| 2023 | Montelo Lira e Otacilio Souza                           | Antonio Rodrigues   | Mestre Paulinho                 |      |
| 2024 | Montelo Lira e Otacilio Souza                           | Aroldo Nunes        | Leonardo dos Anjos (Mestre Léo) |      |
| 2025 | Otacilio Souza                                          | Aroldo Nunes        | Rinaldo Batata                  |      |

### Corte de bateria
| Ano  | Nome                      | Ref.! |
| ---- | ------------------------- | ----- |
| 2014 | Michel Magalhães          |       |
| 2015 | Hellen Cristina Gonçalves |       |
| 2016 |                           |       |
| 2017 |                           |       |
| 2018 |                           |       |
| 2019 |                           |       |

### Corte de bateria Casal de Mestre-Sala e Porta-Bandeira
| Ano       | Nome                                  | Ref. |
| --------- | ------------------------------------- | ---- |
| 2014-2015 | Eduardo Maia & Claudiane Silva        |      |
| 2016      | Adalmir Barroso (NETO) & Rayana Nayra |      |
| 2017      | Frank Gomes & Rayana Nayra            |      |
| 2018      | Kassio Soares & Luciana Ribeiro       |      |
| 2019      | Luan Vieira & Rayana Nayra            |      |
| 2023-2025 | Enzo Araújo & Thaissa Nunes           |      |

| Ano                                                                                | Colocação     | Grupo             | Enredo | Carnavalesco                    | Intérprete            | Ref   |
| ---------------------------------------------------------------------------------- | ------------- | ----------------- | --- | ------------------------------- | --------------------- | ----- |
| 1990                                                                               | Vice - Campeã | Blocos - 1º Grupo | |                                 |                       |       |
| 1996                                                                               | Campeã        | 1                 | Rudá! Amor e Paz |                                 | Tiãozinho da Mocidade |       |
| 1997                                                                               | Campeã        | 1                 | Força e Arte de uma Raça! |                                 | Tiãozinho da Mocidade |       |
| 1998                                                                               | Campeã        | 1                 | A Viagem dos Sonhos! |                                 | Roger da Fazenda      |       |
| 1999                                                                               | 4º lugar      | Especial          | Copacabana, Cartão Postal do Brasil! |                                 | Moisés Oliveira       |       |
| 2000                                                                               | 7º lugar      | Especial          | Em Verde e Amarelo, Brilha Coroado, Brilha Brasil!                                                                                                  |                                 | Moisés Oliveira       |       |
| 2001                                                                               | 4º lugar      | Especial          | Coroado... Colorindo o Universo! |                                 | Moisés Oliveira       |       |
| 2002                                                                               | 8° lugar      | Especial          | Rio Preto da Eva - Da colônia à nobreza Rio Preto da Laranja és Realeza!                                                                            |                                 | Vandinho da Mocidade  |       |
| 2003                                                                               | 7º lugar      | Especial          | Caldeira é Tradição, História e Carnaval |                                 | Vandinho da Mocidade  |       |
| 2004                                                                               | 7º lugar      | Especial          | Um Grito Forte em Nome da Preservação |                                 | Moisés Oliveira       |       |
| 2005                                                                               | 8º lugar      | Especial          | Na gira do Candomblé, Coroado traz Axé |                                 | Vandinho da Mocidade  |       |
| 2006                                                                               | 7º lugar      | Especial          | Eu amo Manaus! |                                 | Vandinho da Mocidade  |       |
| 2007                                                                               | 8º lugar      | Especial          | Parintins de Janeiro a Janeiro, alegria e arte o ano inteiro... Compositores: Moranguinho, Fernando Balão, Toinho da Ciranda e Vandinho da Mocidade |                                 | Vandinho da Mocidade  | [ 3 ] |
| 2008                                                                               | Campeã        | Acesso            | Novo Airão, um município de encantos e belezas! |                                 | Vandinho da Mocidade  |       |
| 2009                                                                               | 9º lugar      | Especial          | Coroado Canta Floresta e Educação exaltando a UFAM: 100 Anos de Tradição                                                                            |                                 | Vandinho da Mocidade  |       |
| 2010                                                                               | 8º lugar      | Especial          | Mesa Farta para Todos! Que Felicidade, Setor Primário dá Samba na Mocidade                                                                          | Saulo Borges                    | Vandinho da Mocidade  |       |
| 2011                                                                               | 7º Lugar      | Especial          | Carnavais de Manaus: Dos Bailes de Salão à Passarela do Samba, Mocidade Vem Coroar Com Festa, Folia, Fantasias e Samba                              |                                 | Marcelo Buiú          |       |
| 2012                                                                               | 8º lugar      | Especial          | Manaus e suas Maravilhas |                                 | Vandinho da Mocidade  | [ 2 ] |
| 2013                                                                               | 6º lugar      | Acesso A          | Maués: Tradições, Lendas e Encantos... Berço da Etnia Saterê-Mawé                                                                                   | Edvaldo dos Santos              | Marcelo Buiú          |       |
| 2014                                                                               | 5º lugar      | Acesso B          | Novo Aripuanã: Terra do Tucumã. Portal onde se encontra o sol predileto e o Brasil vai conhecer                                                     | Edvaldo dos Santos              | Marcelo Buiú          |       |
| 2015                                                                               | Vice-Campeã   | Acesso C          | Playboy: apoteose e glória das beldades no carnaval                                                                                                 | Manoel Batista de Araújo Júnior | Carlos Endryl         |       |
| 2016                                                                               | Campeã        | Acesso C          | A Saga de um Ribeirinho Educador ao Grande Governador que se tornou                                                                                 |                                 | Wandinho Manaus       |       |
| 2017                                                                               | Campeã        | Acesso B          | O Davi que virou Golias, sempre lutando pelo Amazonas e pelas minorias                                                                              |                                 | Wandinho Manaus       |       |
| 2018                                                                               | Campeã        | Acesso B          | Rio Preto da Eva: Uma Nova Era...Uma Nova História                                                                                                  |                                 | Wandinho Manaus       |       |
| 2019                                                                               | Campeã        | Acesso A          | Tapauá, Santuário das Águas |                                 | Dom Hemerson          |       |
| 2020                                                                               | 8° lugar      | Especial          | Do Barro ao Petróleo Verde, A Mocidade Vem Coroar O Sonho Maturo, Iranduba A Cidade Do Futuro                                                       |                                 | Marden Gonçalves      |       |
| Devido à pandemia do novo Coronavírus, não houve carnaval nos anos de 2021 e 2022. |               |                   | |                                 |                       |       |
| 2023                                                                               | 7º lugar      | Acesso A          | Marcelo Ramos e as conversas com seu pai... A imersão que dinamiza uma vida de lutas e conquistas                                                   | Sínval Pereira                  | Leo Limeira           |       |
| 2024                                                                               | 5° lugar      | Acesso A          | O Coroado traz Anne Moura. A Icamiaba, filha desse chão!                                                                                            | Sínval Pereira                  | Diego Santiago        |       |
| 2025                                                                               | 3° lugar      | Acesso A          | Sinfonia de Sons: A Ópera da Música Brasileira! | Marcos Bentes                   | Diego Santiago        |       |

|  |  |  |  |
|  |  |  |  |
|  |  |  |  |